# Sarolta szász–meiningeni hercegné
Sarolta szász–meiningeni hercegné, született Sarolta porosz királyi hercegnő (németül: Prinzessin Charlotte von Preußen, Herzogin von Sachsen-Meiningen, teljes nevén Viktoria Elisabeth Augusta Charlotte; Potsdam, 1860. július 24. – Baden-Baden, 1919. október 1.) porosz királyi és német császári hercegnő, házassága révén Szász–Meiningen uralkodó hercegnéje.

## Élete
Sarolta porosz királyi hercegnő 1860. július 24-én jött világra a potsdami Neues Palais-ban III. Frigyes német császár (1831–1888) és Viktória brit királyi hercegnő (1840–1901) második gyermekeként, egyben legelső leányaként. Édesapja még csupán trónörökösi rangban volt születésekor, a porosz királyi címet a hercegnő nagyapja viselte. Édesanyja a brit királyi családól származott; Viktória brit királynő legidősebb leánya volt. E rokoni szál révén a brit uralkodónő jelentős befolyást gyakorolt gyermekeire és unokáira egyaránt.
Kisgyermekként a hercegnő nevelése komoly problémákat okozott szüleinek, minthogy kezelhetetlen és rossz magaviseletű volt. Legidősebb bátyja udvartartásának tagja visszaemlékezései szerint „rendkívüli ember volt, akiről a legvadabb pletykák keringtek és azzal vádolták, nem áll jó viszonyban az Igazság istennőjével.” A hercegnő különösen édesanyjával tartott fent nagyon is ellenséges viszonyt; a pótanya szerepét apai nagyanyja, Auguszta szász–weimar–eisenachi hercegnő töltötte be az életében. Sarolta hercegnő kislányként bensőséges kapcsolatban állt bátyjával, mindketten inkább nagyszüleik értékrendjét és elvárásait tartották szem előtt, semmint szüleikét. Később, a szülők halála után viszonyuk megromlott, mivel a hercegnőről azt tartották, „nem fogadta el [bátyja] színlelt fensőbbségét a családja fölött.” A szülők magas elvárásainak egyik testvér sem tudott megfelelni.
Sarolta hercegnő minél előbb el akarta hagyni a szülői házat, ezért az első házassági ajánlatot elfogadta: 1876-ban a szász–meiningeni trón várományosa kérte meg a kezét. Bernát szász–meiningeni herceg (1851–1928) másodfokú unokatestvéri rokonságban állt Sarolta hercegnővel, ennek ellenére a hercegnő szülei megfelelő választásnak találták. Az esküvőt 1878. február 18-án tartották a berlini császári palotában. A porosz hercegnő és férje „mindent összevetve remekül kijöttek egymással; a herceg volt a legengedékenyebb és legalázatosabb férj a világon.” A házasságból egyetlen leánygyermek született, ami örökösödési problémákhoz vezetett a hercegségben:
- Feodora Viktória Auguszta (1879–1945), házassága révén Reuss–Köstritz hercegnéje.

Gyermeke világrahozatala után Sarolta porosz hercegnő a kor szokásaitól eltérően otthagyta férjét és a békés családi életet. A hercegnő visszatért a német fővárosba, hogy ott társasági életet éljen és aktívan politizáljon: „Sarolta hercegnő az, akit a leggyakrabban lehet látni Berlinben…” A hercegnő konzervatív nézetei miatt szimpatizált és egyetértett Otto von Bismarck kancellárral; ez újabb vitákat eredményezett közte és liberális szellemiségű édesanyja között. A hercegnő rengeteget utazott, főleg az európai uralkodói udvaroknak volt gyakori vendége. Szabados életformája sokakat megbotránkoztatott, ugyanakkor kedvelték műveltsége, a lovak iránti fogékonysága és politikai éleslátása miatt. Férjével minden télen Cannes-ba utazott, ahol hamar nagy népszerűségre tett szert a francia arisztokrácia körében. Egyetlen leánya nevelésével nem törődött, a gyermek felnevelését teljes egészében nevelőnőkre és dajkákra bízta. 1914-ben édesapja halála után Bernát herceg lett a szász–meiningeni uralkodó, Sarolta hercegnő pedig uralkodó hercegné. Címével járó kötelességeit egyrészt az első világháború, másrészt betegségei miatt nem tudta teljesíteni. A hercegnő ekkorra több súlyos betegséggel is küzdött, melyek elsősorban erős dohányossága miatt alakultak ki. „A rossznyelvűek kijelentették, hogy Sarolta hercegnő azokkal a sarlatán gyógyszerekkel és kábítószerekkel tette tönkre egészségét, amikkel hiába igyekezett csökkenteni túlsúlyosságát, amire pedig hajlamos volt.” Jóformán minden idejét gyógykezelésekre és kúrákra áldozta, kezelései jelentős összegeket emésztettek fel.
Az első világháború végén lezajlott németországi forradalmak hatására kikiáltották a köztársaságot, megfosztva a hercegnőt és férjét uralkodói címeiktől. Vagyonukat ugyanakkor nem államosították, és nem kellett száműzetésbe vonulniuk. A hercegnő ekkor már haldoklott, feltehetően rákban szenvedett. Sarolta porosz királyi hercegnő és szász–meiningeni hercegné 1919. október 1-jén hunyt Baden-Badenben ötvenkilenc éves korában. Az Altenstein-kastély parkjában temették el. Leánya öngyilkossága után mindkettejük maradványait modern orvosi vizsgálatoknak vetették alá; ezek alapján anya és leánya egyaránt egy porfíria nevű örökletes genetikai rendellenességben szenvedtek, melyet feltehetően III. György brit királytól örököltek.